# Repesca CCCF/NAFC-Conmebol por la clasificación para la Copa Mundial de Fútbol de 1962
La Repesca CCCF/NAFC-Conmebol por la clasificación para la Copa Mundial de Fútbol de 1962 se desarrolló en dos partidos, de ida y vuelta, entre México y Paraguay. Los partidos se disputaron el 29 de octubre y 5 de noviembre de 1961.

## Partidos

### Ida
|    | POR | Antonio Carbajal    |
|    | DEF | Arturo Chaires      |
|    | DEF | Guillermo Sepúlveda |
|    | DEF | José Villegas       |
|    | MED | Salvador Farfán     |
|    | MED | Pedro Nájera        |
|    | DEL | Alfredo del Águila  |
|    | DEL | Salvador Reyes      |
|    | DEL | Carlos Lara         |
|    | DEL | Guillermo Ortiz     |
|    | DEL | Agustín Peniche     |
| DT | DT  | Ignacio Trelles     |

|    | POR | Ramón Mayeregger         |
|    | DEF | Luis Gini                |
|    | DEF | Idalino Monges           |
|    | DEF | Salvador Breglia         |
|    | MED | Carlos Monín             |
|    | MED | Claudio Lezcano          |
|    | DEL | Fernando López           |
|    | DEL | Eligio Insfrán           |
|    | DEL | Juan Graciano González   |
|    | DEL | Justo Leiva              |
|    | DEL | Gerardo Núñez            |
| DT | DT  | Aurelio González Benítez |

| Anotado | 66' | Salvador Reyes |

| Árbitro             | Walter van Rosberg |
| Árbitros asistentes | Felix Fingal       |
| Árbitros asistentes | Ciriaco Trop       |

|    | POR | Antonio Carbajal    |
|    | DEF | Arturo Chaires      |
|    | DEF | Guillermo Sepúlveda |
|    | DEF | José Villegas       |
|    | MED | Salvador Farfán     |
|    | MED | Pedro Nájera        |
|    | DEL | Alfredo del Águila  |
|    | DEL | Salvador Reyes      |
|    | DEL | Carlos Lara         |
|    | DEL | Guillermo Ortiz     |
|    | DEL | Agustín Peniche     |
| DT | DT  | Ignacio Trelles     |

|    | POR | Ramón Mayeregger         |
|    | DEF | Luis Gini                |
|    | DEF | Idalino Monges           |
|    | DEF | Salvador Breglia         |
|    | MED | Carlos Monín             |
|    | MED | Claudio Lezcano          |
|    | DEL | Fernando López           |
|    | DEL | Eligio Insfrán           |
|    | DEL | Juan Graciano González   |
|    | DEL | Justo Leiva              |
|    | DEL | Gerardo Núñez            |
| DT | DT  | Aurelio González Benítez |

| Anotado | 66' | Salvador Reyes |

| Árbitro             | Walter van Rosberg |
| Árbitros asistentes | Felix Fingal       |
| Árbitros asistentes | Ciriaco Trop       |

### Vuelta
|    | POR | Ramón Mayeregger         |
|    | DEF | Luis Gini                |
|    | DEF | Idalino Monges           |
|    | DEF | Salvador Breglia         |
|    | MED | Carlos Monín             |
|    | MED | Francisco Olvera         |
|    | DEL | Fernando López           |
|    | DEL | Eligio Insfrán           |
|    | DEL | Juan Graciano González   |
|    | DEL | Benicio Torteira         |
|    | DEL | Cecilio Martínez         |
| DT | DT  | Aurelio González Benítez |

|    | POR | Antonio Carbajal    |
|    | DEF | Arturo Chaires      |
|    | DEF | Guillermo Sepúlveda |
|    | DEF | José Villegas       |
|    | MED | Salvador Farfán     |
|    | MED | Pedro Nájera        |
|    | DEL | Alfredo del Águila  |
|    | DEL | Salvador Reyes      |
|    | DEL | Carlos Lara         |
|    | DEL | Antonio Jasso       |
|    | DEL | Guillermo Ortiz     |
| DT | DT  | Ignacio Trelles     |

| Árbitro             | Pablo Víctor Vaga |
| Árbitros asistentes | Juan Gastaldi     |
| Árbitros asistentes | Rodolfo Llanez    |

|    | POR | Ramón Mayeregger         |
|    | DEF | Luis Gini                |
|    | DEF | Idalino Monges           |
|    | DEF | Salvador Breglia         |
|    | MED | Carlos Monín             |
|    | MED | Francisco Olvera         |
|    | DEL | Fernando López           |
|    | DEL | Eligio Insfrán           |
|    | DEL | Juan Graciano González   |
|    | DEL | Benicio Torteira         |
|    | DEL | Cecilio Martínez         |
| DT | DT  | Aurelio González Benítez |

|    | POR | Antonio Carbajal    |
|    | DEF | Arturo Chaires      |
|    | DEF | Guillermo Sepúlveda |
|    | DEF | José Villegas       |
|    | MED | Salvador Farfán     |
|    | MED | Pedro Nájera        |
|    | DEL | Alfredo del Águila  |
|    | DEL | Salvador Reyes      |
|    | DEL | Carlos Lara         |
|    | DEL | Antonio Jasso       |
|    | DEL | Guillermo Ortiz     |
| DT | DT  | Ignacio Trelles     |

| Árbitro             | Pablo Víctor Vaga |
| Árbitros asistentes | Juan Gastaldi     |
| Árbitros asistentes | Rodolfo Llanez    |

## Clasificado
| Bandera de México |
| México            |
| 5.ª participación |